# 美ノ海義久
美ノ海 義久（ちゅらのうみ よしひさ、1993年5月6日 - ）は、沖縄県うるま市出身で、木瀬部屋所属の現役大相撲力士。本名は木﨑 信志（きざき しんじ）。身長は177cm、体重は145.0kg、血液型はB型。最高位は東前頭4枚目（2024年11月場所）。弟は同じ木瀬部屋に所属していた元十両・木﨑海。

## 来歴

### アマチュア時代
1993年、沖縄県に、5人姉弟の三男として生まれる。長兄・大輔は鳥取城北高校、日本大学で活躍し、現在は九州電力相撲部副主将。次兄は6歳で病死している。母方のおじの1人が日本大学相撲部の監督で、もう１人のおじは沖縄県立中部農林高等学校の元監督（2024年7月場所中時点）。沖縄市立美里小学校1年次から相撲を始め、叔父が監督を務めていた中部農林高校に通って高校生と稽古をしていた。沖縄市立美里小学校5年生の時、スポーツで市の文化振興の発展に貢献したとして沖縄市教育委員会から表彰された。うるま市立具志川中学校在学中は2年次に全国中学校相撲選手権大会でベスト16入りしている。中学時代は相撲一族に生まれ、高名なおじ2人と長兄を持った重圧から本当は中学限りで相撲をやめたいと思っていた。当時は中部農林高校で稽古を積んでいたため、そのまま同校へ進学する予定であったが、鳥取城北高等学校の合宿に参加した際に、厳しい稽古を目の当たりにしたことで考えを変えることになった。中学3年からは、弟・伸之助の中学校進学に合わせて鳥取市立西中学校に転校し、中学卒業後は鳥取城北高校へ進学した。高校の同期には、後に大相撲入りする逸ノ城（本名：アルタンホヤグ・イチンノロブ、湊部屋）がいる。高校時代は3年次に国体で団体優勝、個人戦も決勝で逸ノ城と鳥取城北対決を制して優勝するなどの実績を残し、卒業後は日本大学経済学部経済学科へ進学した。4年次には主将を務めて全国学生相撲選手権大会で団体優勝なとの実績を残した。個人タイトルは4冠だが、全国学生選手権は個人3位、全日本相撲選手権大会は16強止まりだったため、当時の規定では幕下・三段目付出の資格を得ることはできなかった。

### 大相撲入門
大学卒業後の進路については、相撲と縁を切るつもりで一般人として就職活動をしたこともあったが、一般人と同じ生活に憧れてフリーターを志望していたという話もある。日大出身の木瀬親方（元幕内・肥後ノ海）の勧誘を受けて木瀬部屋に入門し、2016年3月場所で初土俵を踏んだ。2024年9月17日に『午後LIVE ニュースーン』の公式X(旧Twitter)に掲載されたインタビューでは入門の動機について、相撲漬けの大学生活を送った結果として就職難に陥ったため、奨学金を返すためにも相撲で稼ぐしかなかったという趣旨の話が聞かれる。入門同期生には朝乃山、豊山、平戸海らがいる。前相撲は2勝1敗で一番出世。初めて番付に名前が載った同年5月場所は、序ノ口で6勝1敗。翌7月場所は序二段で7戦全勝とし、池川との優勝決定戦も制して自身初めての各段優勝となる序二段優勝を決めた。続く9月場所は三段目で7戦全勝とし、他に全勝者がなかったためそのまま三段目優勝が決まった。同年11月場所で幕下に昇進して以降も勝ち越しを続けて、2017年9月場所では西幕下3枚目まで番付を上げたが、7日目（4番相撲）の北磻磨との取組で初めて十両力士との対戦に臨み、叩き込みで勝利したものの、その後3連敗で入門以来初の負け越しとなった。翌11月場所も負け越したが、2018年1月場所からは3場所連続で勝ち越し、5月場所後の番付編成会議で、翌7月場所での新十両昇進が決定した。昇進に合わせて、四股名を「美ノ海義久」に改名した。「木崎」が沖縄の名字ではないため、沖縄の人に素直に応援してもらえるように、沖縄県の方言で「きれい」を意味する「美」を入れ、「義久」は、相撲を始めるきっかけとなった亡くなった祖父の名前を用いた。なお、2024年9月6日放送の『午後LIVE ニュースーン』によると、師匠が四股名を考えていなかったため新十両会見30分前に慌てて学生時代に同期とふざけて喋って思い付いた内の1つを即席で付けたとのこと。沖縄県出身の力士としては2002年11月場所で新十両に昇格した琉鵬正吉以来15年8か月ぶり、戦後5人目の新十両。新十両となった7月場所は序盤から負けが込み、5勝10敗で跳ね返された。その後、翌9月場所から2019年3月場所までの4場所の幕下暮らしを経て5月場所に十両に復帰。復帰を決めた3月場所には自身初となる幕下優勝を果たしている。5月場所は5勝10敗と十両の壁に阻まれ、7月場所も西幕下3枚目で3勝4敗とさらに番付を下げた。9月場所は東幕下6枚目の地位で5勝2敗。この場所限りで引退した日大の先輩・大喜鵬の花道を飾りたい一心で相撲を取っていたという。番付運次第では場所後の十両復帰も有り得たが、11月場所は東幕下筆頭。その11月場所は5番相撲で敗れて2勝3敗と後が無くなったが、残りを2勝して4勝3敗。日本相撲協会の内規により東幕下筆頭での勝ち越しは無条件で十両昇進となるため、これにより2020年1月場所での十両復帰が決定。1月場所は中盤の5連敗もあって一時は3勝6敗と苦しんだが、そこから持ち直して千秋楽に自身初となる十両での勝ち越しを決めた。翌3月場所は番付運に恵まれて一気に5枚上昇の西十両7枚目となったが、中盤以降に負けが込んで6勝9敗と負け越した。
その後は勝ち越しを続け、2021年1月場所は新入幕の見える西十両3枚目で迎えた。この場所は11日目までに7勝を挙げるもそこから連敗。さらに13日目の貴源治戦で、張り手から寄り切られて土俵外に落下。脳震盪のため、翌14日目から休場となった。この脳震盪の影響もあってか、翌3月場所、5月場所と2場所続けて2桁の負け越しを喫し、7月場所では幕下からの出直しを余儀なくされた。西幕下3枚目で臨んだ7月場所は西幕下3枚目で5勝2敗と勝ち越し、場所後の番付編成会議により1場所での十両復帰が決定した。
2022年5月場所中日である同年同月15日は沖縄県の本土復帰50周年記念日であった。美ノ海はこれについて折からのウクライナ侵攻が続く世界情勢も憂いながら「僕らは上の世代から継いできた話しか知らないけど、平和について考える良い機会」と語り「もっと強くなって目に触れる機会が増えれば、沖縄のことを考えるきっかけを与えられる」と奮闘を誓った。
2023年11月場所新入幕。新入幕会見では「すごくうれしい気持ち。沖縄の人たちも多く来てくれる九州場所で決められたことが大きい」と喜んだ。この場所は4人の新入幕の中で唯一勝ち越し、9勝6敗だった（他の3人は負け越して1場所で陥落）。
西前頭12枚目で迎えた2024年7月場所は10勝5敗の成績を残し、14日目に4敗目を喫するまで優勝争いに加わり続けたが、地位と成績を考えれば三賞を狙える水準ではないため三賞は候補にすら挙がらなかった。9月場所でも10勝5敗と2桁白星で、自身初の幕内での連続2桁白星。しかし番付運に恵まれず、11月場所は3枚上昇にとどまった。なお10月1日から行われた秋巡業は「急性気管支炎」で初日から休場。12日から復帰して巡業に合流したが、相撲を取る稽古は11月場所前の31日にようやく再開した。初の上位総当たり場所を控える身となったが、マイペース調整が伝えられた。11月場所は4勝11敗と上位の壁にはじき返された。
2025年3月場所は西前頭14枚目の地位で千秋楽まで優勝争いに加わり、最終的に11勝4敗で敢闘賞を受賞した。沖縄県出身者の三賞受賞は初となった。

## 主な成績
2025年7月場所終了現在

### 通算成績
- 通算成績：337勝319敗1休（56場所）
- 幕内成績：83勝82敗（11場所）

### 三賞
- 三賞：1回
  - 敢闘賞：1回（2025年3月場所）

### 各段優勝
- 幕下優勝：1回（2019年3月場所）
- 三段目優勝：1回（2016年9月場所）
- 序二段優勝：1回（2016年7月場所）

### 場所別成績
| | 一月場所 初場所（東京） | 三月場所 春場所（大阪） | 五月場所 夏場所（東京） | 七月場所 名古屋場所（愛知） | 九月場所 秋場所（東京） | 十一月場所 九州場所（福岡） |
| --- | ----------------------- | ----------------------- | ----------------------- | --------------------------- | ----------------------- | --------------------------- |
| 2016年 （平成28年） | x                       | （前相撲）              | 西序ノ口15枚目 6–1      | 東序二段38枚目 優勝 7–0     | 西三段目39枚目 優勝 7–0 | 東幕下26枚目 4–3            |
| 2017年 （平成29年） | 東幕下21枚目 5–2        | 西幕下13枚目 4–3        | 東幕下9枚目 4–3         | 東幕下7枚目 5–2             | 西幕下3枚目 3–4         | 東幕下7枚目 3–4             |
| 2018年 （平成30年） | 東幕下11枚目 4–3        | 東幕下7枚目 4–3         | 東幕下4枚目 4–3         | 西十両14枚目 5–10           | 西幕下2枚目 3–4         | 西幕下5枚目 3–4             |
| 2019年 （平成31年 /令和元年） | 東幕下9枚目 4–3         | 東幕下5枚目 優勝 7–0    | 東十両14枚目 5–10       | 西幕下3枚目 3–4             | 東幕下6枚目 5–2         | 東幕下筆頭 4–3              |
| 2020年 （令和2年） | 西十両12枚目 8–7        | 西十両7枚目 6–9         | 感染症拡大 により中止   | 西十両9枚目 8–7             | 東十両7枚目 8–7         | 東十両6枚目 8–7             |
| 2021年 （令和3年） | 西十両3枚目 7–7–1       | 東十両5枚目 5–10        | 西十両9枚目 3–12        | 西幕下3枚目 5–2             | 東十両14枚目 9–6        | 西十両8枚目 7–8             |
| 2022年 （令和4年） | 西十両9枚目 6–9         | 西十両10枚目 5–10       | 西十両14枚目 9–6        | 西十両9枚目 9–6             | 西十両6枚目 9–6         | 東十両2枚目 4–11            |
| 2023年 （令和5年） | 東十両6枚目 4–11        | 西十両10枚目 9–6        | 西十両7枚目 7–8         | 西十両7枚目 8–7             | 東十両5枚目 10–5        | 西前頭15枚目 9–6            |
| 2024年 （令和6年） | 東前頭13枚目 7–8        | 西前頭13枚目 7–8        | 西前頭13枚目 8–7        | 西前頭12枚目 10–5           | 西前頭7枚目 10–5        | 東前頭4枚目 4–11            |
| 2025年 （令和7年） | 東前頭9枚目 4–11        | 西前頭14枚目 11–4 敢    | 西前頭7枚目 4–11        | 東前頭13枚目 9–6            | x                       | x                           |
| 各欄の数字は、「勝ち-負け-休場」を示す。 優勝 引退 休場 十両 幕下 三賞：敢=敢闘賞、殊=殊勲賞、技=技能賞 その他：★=金星 番付階級：幕内 - 十両 - 幕下 - 三段目 - 序二段 - 序ノ口 幕内序列：横綱 - 大関 - 関脇 - 小結 - 前頭（「#数字」は各位内の序列） |                         |                         |                         |                             |                         |                             |

## 幕内対戦成績
2025年7月場所終了現在
| 力士名   | 勝数 | 負数 | 力士名   | 勝数 | 負数 | 力士名 | 勝数 | 負数 | 力士名   | 勝数 | 負数 |
| -------- | ---- | ---- | -------- | ---- | ---- | ------ | ---- | ---- | -------- | ---- | ---- |
| 安青錦   | 1    | 1    | 朝紅龍   | 2    | 0    | 朝乃山 | 0    | 1    | 熱海富士 | 0    | 4    |
| 阿炎     | 0    | 2    | 一山本   | 2    | 5    | 遠藤   | 4    | 1    | 欧勝馬   | 2    | 3    |
| 阿武剋   | 0    | 1    | 王鵬     | 1    | 2    | 大の里 | 0    | 1    | 輝       | 0    | 2    |
| 嘉陽     | 1    | 0    | 北の若   | 3    | 0    | 霧島   | 0    | 1    | 草野     | 0    | 1    |
| 豪ノ山   | 1    | 1    | 琴栄峰   | 1    | 0    | 琴櫻   | 0    | 1    | 琴勝峰   | 4    | 4    |
| 佐田の海 | 6    | 1    | 獅司     | 1    | 2    | 島津海 | 1    | 1    | 正代     | 3    | 1    |
| 湘南乃海 | 2    | 2    | 大奄美   | 0    | 1    | 大栄翔 | 3    | 0    | 隆の勝   | 0    | 1    |
| 髙安     | 1    | 0    | 宝富士   | 5    | 1    | 尊富士 | 0    | 3    | 玉正鳳   | 0    | 1    |
| 玉鷲     | 2    | 5    | 千代翔馬 | 1    | 2    | 剣翔   | 1    | 2    | 時疾風   | 0    | 5    |
| 翔猿     | 1(1) | 3    | 友風     | 3    | 0    | 錦木   | 3    | 0    | 錦富士   | 4    | 1    |
| 伯桜鵬   | 1    | 1    | 平戸海   | 0    | 2    | 武将山 | 2    | 1    | 豊昇龍   | 0    | 1    |
| 北勝富士 | 1    | 1    | 御嶽海   | 4    | 3    | 水戸龍 | 1    | 0    | 翠富士   | 5    | 1    |
| 妙義龍   | 2    | 0    | 明生     | 2    | 1    | 竜電   | 2    | 2    | 狼雅     | 3    | 2    |
| 若隆景   | 1    | 2    | 若元春   | 0    | 1    |        |      |      |          |      |      |

## 改名歴
- 木﨑 信志（きざき しんじ）2016年3月場所 - 2018年5月場所
- 美ノ海 義久（ちゅらのうみ よしひさ）2018年7月場所 -